# Краснодольський (Красноуральський міський округ)
Краснодо́льський (рос. Краснодольский) — селище у складі Красноуральського міського округу Свердловської області.
Населення — 155 осіб (2010, 234 у 2002).
Національний склад населення станом на 2002 рік: росіяни — 89 %.
Стара назва — Краснодольськ.